# Mu Arae d
Mu Arae d, également désignée HD 160691 d et nommée Rossinante (Rocinante), est une exoplanète en orbite autour de l'étoile µ Arae, située à environ 51 années-lumière (15,5 pc) du Soleil, dans la constellation de l'Autel. Cette étoile est une naine jaune très semblable au Soleil, quoiqu'un peu plus grande et deux fois plus lumineuse, avec une métallicité double de celle du Soleil. Quatre planètes ont été détectées autour de cette étoile par la méthode des vitesses radiales :
| Planète                        | Masse (MJ) | Demi-grand axe (UA) | Période orbitale (d) | Excentricité    |
| ------------------------------ | ---------- | ------------------- | -------------------- | --------------- |
|                                |            |                     |                      |                 |
| µ Ara c                        | ≥ 0,03321  | 0,09094             | 9,6386 ± 0,0015      | 0,172 ± 0,04    |
| µ Ara d                        | ≥ 0,5219   | 0,921               | 310,55 ± 0,83        | 0,0666 ± 0,0122 |
| µ Ara b                        | ≥ 1,676    | 1,497               | 643,25 ± 0,90        | 0,128 ± 0,017   |
| µ Ara e                        | ≥ 1,814    | 5,235               | 4 205,8 ± 758,9      | 0,0985 ± 0,0627 |
|                                |            |                     |                      |                 |
| Système planétaire de Mu Arae. |            |                     |                      |                 |

Mu Arae d a été découverte en été 2006. Son inclinaison étant inconnue, seule sa masse minimum a pu être estimée, à environ 0,52 MJ, ce qui en fait très certainement une géante gazeuse dépourvue de surface solide.
Elle boucle en 310 jours une orbite faiblement excentrique l'amenant entre 0,859 7 et 0,982 3 UA de µ Arae. Elle recevrait ainsi de son étoile à peu près autant d'ultraviolets que la Terre en reçoit du Soleil, mais serait située trop près de l'étoile pour présenter des conditions habitables du point de vue de la température en surface d'éventuels satellites naturels.

## Désignation
Mu Arae d a été sélectionnée par l'Union astronomique internationale (IAU) pour la procédure NameExoWorlds, consultation publique préalable au choix de la désignation définitive de 305 exoplanètes découvertes avant le 31 décembre 2008 et réparties entre 260 systèmes planétaires hébergeant d'une à cinq planètes. La procédure, qui a débuté en juillet 2014, s'achèvera en août 2015, par l'annonce des résultats, lors d'une cérémonie publique, dans le cadre de la XIXe Assemblée générale de l'IAU qui se tiendra à Honolulu (Hawaï).